# Manjala plana
Manjala plana là một loài nhện trong họ Amaurobiidae.
Loài này thuộc chi Manjala. Manjala plana được Hugh Davies miêu tả năm 1990.